# 塞尔维亚南斯拉夫共产主义者联盟
塞尔维亚南斯拉夫共产主义者联盟（罗马化：Savez komunista Jugoslavije u Srbiji）是塞尔维亚的一个已不存在的共产主义政党。1994年，塞尔维亚南斯拉夫共产主义者联盟作为一个重建的“南斯拉夫共产主义者联盟”（分裂自共产主义者联盟－为了南斯拉夫运动）的分支出现。1998年，塞尔维亚南斯拉夫共产主义者联盟举行了一次非常会议，决定成为独立政党。2010年，该党失去了注册政党资格。
该党的意识形态是共产主义、马克思列宁主义、铁托主义。该党的总部位于贝尔格莱德。该党曾参与巴尔干半岛共产党和工人党会议